# Deutsch-marokkanische Beziehungen
Die Deutsch-marokkanischen Beziehungen gehen auf das 19. Jahrhundert zurück. Das Auswärtige Amt bezeichnet Marokko als „zentralen Partner der Europäischen Union und Deutschlands in Nordafrika“ und Deutschland ist für Marokko ein wichtiger Handelspartner. In der Vergangenheit waren die Beziehungen allerdings nicht immer völlig frei von Spannungen.

## Geschichte

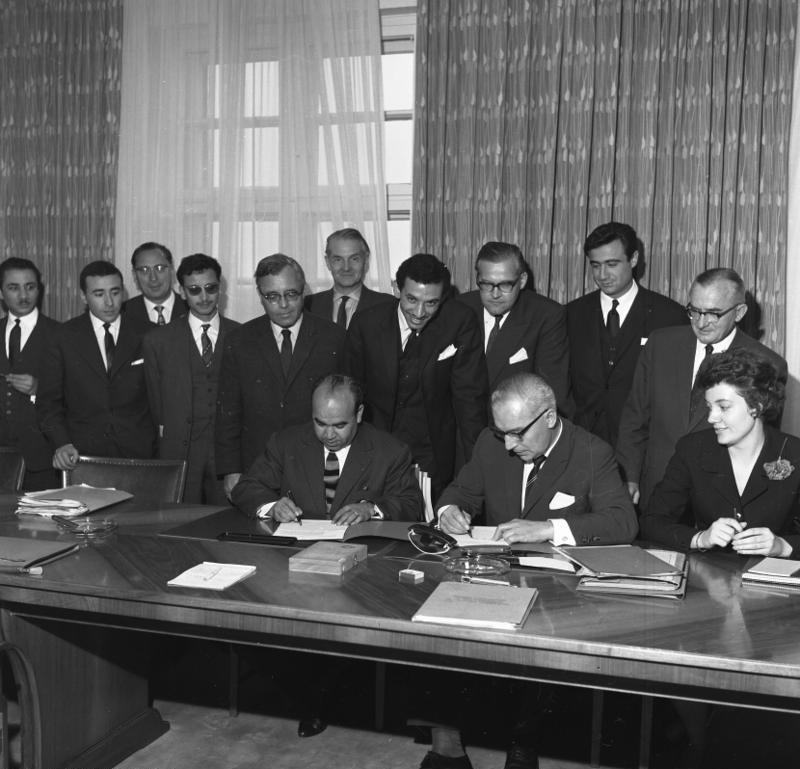
Unterzeichnung eines deutsch-marokkanischen Handelsvertrags (1961)

Bereits im frühen 16. Jahrhundert wurden von den einflussreichen Händlerfamilien der Welser und Fugger aus dem Heiligen Römischen Reich Niederlassungen in Marokko gegründet. Ein römisch-deutsches Truppenkontingent nahm 1578 an der Seite Portugals an der Schlacht von Alcácer-Quibir teil, bei der ein portugiesischer Expansionsversuch in das Land zurückgeschlagen wurde. Nach nicht abgeschlossenen Verhandlungen mit der Hansestadt Bremen unterzeichnete der Sultan von Marokko 1802 einen Handelsvertrag mit dem hanseatischen Rivalen Hamburg und kurz darauf einen weiteren mit Lübeck.
Im 19. Jahrhundert besuchten August Petermann (1854) und Gerhard Rohlfs (1873) das Land und veröffentlichen Berichte, welche die deutsche Öffentlichkeit mit dem Land vertraut machten. Im Jahre 1872 entsendete das Deutsche Reich unter Otto von Bismarck einen diplomatischen Vertreter nach Marokko. 1890 wurde in Fès ein deutsch-marokkanischer Handelsvertrag unterschrieben. Der Versuch des Reichs in Marokko an Einfluss zu gewinnen, führte zum Konflikt mit Frankreich und zur Ersten (1904–1906) und Zweiten Marokkokrise (1911). Deutsche Kriegsschiffe wurden in der zweiten Krise von Wilhelm II. entsandt, nachdem französische Truppen Fès und Rabat besetzt hatten. Am 4. November 1911 wurde der Marokko-Kongo-Vertrag unterschrieben, bei dem das Reich Neukamerun erhielt und im Gegenzug auf Ansprüche in Marokko verzichtete. Marokko wurde kurz darauf zu einem französischen Protektorat.
Nach dem Zweiten Weltkrieg und der Unabhängigkeit Marokkos wurden 1956 Beziehungen mit der Bundesrepublik Deutschland (BRD) aufgenommen. 1963 wurde ein Anwerbeprogramm für marokkanische Gastarbeiter gestartet. Im Jahre 1966 besuchte König Hassan II. bei einem Staatsbesuch die BRD. Von 1972 bis zur deutschen Wiedervereinigung unterhielt Marokko auch offizielle diplomatische Beziehungen mit der Deutschen Demokratischen Republik (DDR).
Im März 2021 kam es zu diplomatischen Spannungen zwischen beiden Ländern hinsichtlich des Status der von Marokko besetzten Westsahara, nachdem die Vereinigten Staaten einseitig Marokkos Souveränität über diese anerkannt hatten, im Gegenzug für die Anerkennung Israels vonseiten Marokkos. Marokko warf der Bundesrepublik vor, „wiederholt feindselig gegen die höheren Interessen des Königreichs Marokko gehandelt“ zu haben. Das Land rief daraufhin seine Botschafterin aus Berlin zurück und verhängte ein Kontaktverbot zur Deutschen Botschaft und zu deutschen Organisationen.
Im Jahr darauf näherten sich beide Länder wieder an. Im August 2022 besuchte die deutsche Außenministerin Annalena Baerbock den Regierungssitz Rabat und es wurde anschließend eine Deutsch-Marokkanische gemeinsame Erklärung veröffentlicht, in der eine Intensivierung der bilateralen Beziehungen verkündet wurde. Der 2007 von Marokko vorgestellte Autonomie-Plan wurde als gute Grundlage für eine Einigung in der Westsahara-Frage bezeichnet.

## Wirtschaft
Deutschland und Marokko führen enge Wirtschaftsbeziehungen und zwischen beiden Ländern bestehen ein Doppelbesteuerungsabkommen (seit 1974) und ein Investitionsschutzabkommen (seit 2007). Im November 2019 wurde eine deutsch-marokkanische Reformpartnerschaft beschlossen. Im Jahre 2021 exportierte Deutschland nach Marokko Waren im Wert 2,2 Mrd. Euro und importierte im Gegenzug Waren aus dem Land im Wert von 1,6 Mrd. Euro. Damit war Deutschland für Marokko der sechstgrößte Handelspartner. Knapp 300 Unternehmen mit deutscher Kapitalbeteiligung sind in Marokko vertreten und knapp 6 Prozent der ausländischen Touristen im Land kamen 2019 aus Deutschland. Das Land verfügt über Phosphatreserven von strategischer Bedeutung.
Deutschland leistet an Marokko Entwicklungshilfe, mit Schwerpunkt auf die Bereiche nachhaltige Wirtschaftsentwicklung und Beschäftigung, erneuerbare Energien und Wasserwirtschaft. 2020 machte Deutschland Zusagen in Höhe von 1,2 Mrd. Euro und leistet im Rahmen der COVID-19-Pandemie Soforthilfen.

## Kultur und Bildung
Die Deutsch-Marokkanische Gesellschaft e. V. mit Sitz in Dortmund hat sich der Förderung der gemeinsamen kulturellen Beziehungen verschrieben. In Marokko sind die Friedrich-Ebert-Stiftung, die Konrad-Adenauer-Stiftung, die Friedrich-Naumann-Stiftung, die Hanns-Seidel-Stiftung und die Heinrich-Böll-Stiftung mit Büros vertreten. Zwei Goethe-Institute bestehen in Casablanca und Rabat. Der Deutsche Akademische Austauschdienst ist in Marokko präsent und es gibt über 60 Hochschulpartnerschaften zwischen beiden Ländern.

## Migration
In Deutschland leben etwa 140.000 Menschen marokkanischer Abstammung, die meisten davon in Großstädten wie Berlin, Düsseldorf oder Frankfurt am Main. Der Zentralrat der Marokkaner in Deutschland mit Sitz in Frankfurt am Main fungiert als Interessenvertretung für die Belange der marokkanischen Gemeinschaft. Bekannte Deutschmarokkaner sind der Rapper Farid Hamed El Abdellaoui (Farid Bang), die Sängerinnen Nadja Benaissa und Hanan Hamdi (Namika) und die Fußballspieler Adil Chihi, Karim Bellarabi, Mimoun Azaouagh, Manuel Schmiedebach und Mohamed Amsif.

## Diplomatische Standorte
- Deutschland hat eine Botschaft in Rabat.[13]
- Marokko hat eine Botschaft in Berlin und Generalkonsulate in Düsseldorf und Frankfurt am Main.[14]